# Palisade (Colorado)
Pour les articles homonymes, voir Palisade.
Palisade est une ville américaine située dans le comté de Mesa dans le Colorado.
La ville doit son nom à des falaises situées à proximité et ressemblant aux New Jersey Palisades.

## Démographie
| 1910 | 1920 | 1930 | 1940 | 1950 | 1960 |
| ---- | ---- | ---- | ---- | ---- | ---- |
| 900  | 855  | 851  | 855  | 861  | 860  |

| 1970 | 1980  | 1990  | 2000  | 2010  | - |
| ---- | ----- | ----- | ----- | ----- | - |
| 874  | 1 551 | 1 871 | 2 579 | 2 692 | - |

Selon le recensement de 2010, Palisade compte 2 692 habitants. La municipalité s'étend sur 1,14 milles carrés (2,95 km2).